# Danh sách cầu thủ tham dự Giải bóng đá Vô địch Quốc gia 2025–26
Đây là danh sách cầu thủ tham dự Giải bóng đá Vô địch Quốc gia 2025–26 (LPBank V.League 1 – 2025/26).

## Danh sách đăng ký

### Đội hình

#### Sông Lam Nghệ An
Ghi chú: Quốc kỳ chỉ đội tuyển quốc gia được xác định rõ trong điều lệ tư cách FIFA. Các cầu thủ có thể giữ hơn một quốc tịch ngoài FIFA.
| Số | VT | Quốc gia           | Cầu thủ                 |
| -- | -- | ------------------ | ----------------------- |
| 1  | TM | Việt Nam           | Cao Văn Bình            |
| 2  | HV | Việt Nam           | Vương Văn Huy           |
| 3  | HV | Việt Nam           | Lê Nguyên Hoàng         |
| 5  | HV | Việt Nam           | Lê Văn Thành            |
| 7  | TĐ | Nigeria            | Michael Olaha (captain) |
| 8  | TV | Việt Nam           | Nguyễn Xuân Bình        |
| 9  | TV | Việt Nam           | Nguyễn Văn Bách         |
| 10 | TĐ | Trinidad và Tobago | Reon Dale Moore         |
| 11 | TV | Việt Nam           | Trần Mạnh Quỳnh         |
| 14 | TV | Việt Nam           | Nguyễn Trọng Tuấn       |
| 15 | HV | Việt Nam           | Hồ Khắc Lương           |
| 16 | TV | Việt Nam           | Nguyễn Quang Vinh       |
| 17 | TV | Việt Nam           | Trần Nam Hải            |
| 18 | TĐ | Việt Nam           | Lê Đình Long Vũ         |

| Số | VT | Quốc gia           | Cầu thủ                       |
| -- | -- | ------------------ | ----------------------------- |
| 19 | HV | Việt Nam           | Phan Bá Quyền                 |
| 20 | TĐ | Việt Nam           | Ngô Văn Lương                 |
| 21 | TĐ | Việt Nam           | Phan Xuân Đại                 |
| 24 | TV | Việt Nam           | Lê Văn Quý                    |
| 25 | TM | Việt Nam           | Nguyễn Bảo Ngọc               |
| 26 | TM | Việt Nam           | Nguyễn Hữu Hậu                |
| 29 | TV | Việt Nam           | Đặng Quang Tú                 |
| 30 | HV | Việt Nam           | Hồ Văn Cường                  |
| 32 | TV | Việt Nam           | Hồ Khắc Ngọc                  |
| 33 | HV | Việt Nam           | Phan Văn Thành                |
| 35 | HV | Việt Nam           | Nguyễn Mai Hoàng              |
| 55 | HV | Việt Nam           | Hoàng Văn Khánh               |
| 62 | HV | Trinidad và Tobago | Justin Julian Garcia          |
| 77 | TV | Colombia           | Carlos Enrique Renteria Olaya |